# Мордекай Річлер
Мордекай Річлер (англ. Mordecai Richler; 27 січня 1931, Монреаль — 3 липня 2001, там же) — англомовний канадський письменник єврейського походження. Народився і виріс у Монреалі (Квебек).
Критики вважали його одним з провідних канадських письменників його покоління.
Водночас, письменник неодноразово дозволяв собі доволі різку і не завжди обґрунтовану критику, що призвело до його численних конфліктів як з єврейською громадою, так і з англоканадськими патріотами і квебекськими націоналістами.

## Твори

### Художня література
- The Acrobats (1954) (also published as Wicked We Love, July 1955)
- Son of a Smaller Hero (1955)
- A Choice of Enemies (1957)
- The Apprenticeship of Duddy Kravitz (1959)
- The Incomparable Atuk (1963)
- Cocksure (1968)
- The Street (1969)
- St. Urbain's Horseman (1971)
- Joshua Then and Now (1980)
- Solomon Gursky Was Here (1989)
- Barney's Version (1997)

### Дитяча література
- Jacob Two-Two Meets the Hooded Fang (1975)
- Jacob Two-Two and the Dinosaur (1987)
- Jacob Two-Two's First Spy Case (1995)

### Нотатки про подорожі
- Images of Spain (1977)
- This Year In Jerusalem (1994)

### Есеї
- Hunting Tigers Under Glass: Essays and Reports (1968)
- Shovelling Trouble (1972)
- Notes on an Endangered Species and Others (1974)
- The Great Comic Book Heroes and Other Essays (1978)
- Home Sweet Home: My Canadian Album (1984)
- Broadsides (1991)
- Belling the Cat (1998)
- Oh Canada! Oh Quebec! Requiem for a Divided Country (1992)
- Dispatches from the Sporting Life (2002)

### Нехудожні твори
- On Snooker: The Game and the Characters Who Play It (2001)

### Антології
- Canadian Writing Today (1970)
- The Best of Modern Humour (1986) (U.S. title: The Best of Modern Humor)
- Writers on World War II — (1991)

### Кіносценарії
- Life at the Top (1965) (screenplay from novel by John Braine)
- The Apprenticeship of Duddy Kravitz (film) (1974) (Screenwriters Guild Award and Oscar screenplay nomination)
- The Street (1976) [1] Oscar Nomination
- Аферисти Дік та Джейн розважаються (1977) (with David Giler & Jerry Belson, from a story by Gerald Gaiser)
- The Wordsmith (TV) (1979)
- Joshua Then and Now (film) (1985)
- Barney's Version (film) (2010, in production, screenplay by Michael Konyves based on Richler novel)[10].